# Marathon de Bordeaux Métropole
Le marathon de Bordeaux Métropole est un événement sportif annuel couru de 2015 à 2019. Cas unique en France, la compétition se court de nuit.

## Éditions
Précédemment, un marathon de Bordeaux s'est couru à douze reprises entre 1976 et 2002.
Ce marathon est organisé pour la première fois le samedi 18 avril 2015 en nocturne, un positionnement unique en France,. La 2e édition a lieu le samedi 9 avril 2016, la 3e édition le samedi 15 avril 2017, la 4e le samedi 24 mars 2018 et la 5e le 26 octobre 2019 après un report dû au mouvement des Gilets jaunes,,. Le parcours de l'édition 2019 est le premier à être homologué par la Fédération française d'athlétisme.
En février 2020 la mairie de Bordeaux renonce à organiser de nouvelles éditions, pour des raisons budgétaires.

## Organisation
Le choix de l'organisateur est confié par le service des sports de la ville au Stade bordelais – ASPTT, club sportif fort de 5 000 licenciés.
Le parcours sillonne le cœur historique de la Bordeaux, et passe par les principaux sites emblématiques de l’agglomération (Bordeaux Métropole, d'où son nom).
Les départs du marathon et du semi-marathon sont donnés en même temps sur les quais de la Garonne au niveau de la place de la Bourse à 20h. Le parcours franchit d'abord le pont Jacques Chaban-Delmas pour rejoindre la rive droite, et revient à nouveau sur la rive gauche par le Pont de Pierre, pour se diriger vers Talence, Mérignac et Pessac et les domaines d’Haut-Brion, de Pape Clément, Pique-Caillou, qui ouvrent exceptionnellement les grilles de leur vignoble. Le retour dans le cœur historique de la ville permet ensuite de passer par d’autres lieux emblématiques de la richesse patrimoniale de la ville : les places Gambetta et Pey-Berland, le palais Gallien, la porte Cailhau et celle de la Grosse cloche, le Jardin public, le Grand Théâtre, etc. Enfin la ligne d’arrivée se situe entre la place de la Bourse et le Miroir d'eau.
Tout le long du parcours des animations culturelles sont organisées ainsi que des points de ravitaillement et rafraichissement. Près de 1 800 bénévoles sont mobilisés pour en assurer la logistique.

## Vainqueurs
- 2015[13] :
  -   Jacek Cieluszechi
  -   Gwenn Droisier
- 2016[14] : 
  -   Said Belharizi
  -   Pascale Quiros
- 2017[15] :
  -   Denis Mayaud
  -   Christelle Gabrielle
- 2018[16] :
  -   Vivien Laporte
  -   Rebeca Ruiz-Diez
- 2019[17],[18] :
  -   Luc Montaudon
  -   Biljana Bursac